# Mikhailovskijpalatset
Mikhailovskijpalatset (ryska: Михайловский дворец) är ett palats i Sankt Petersburg i Ryssland. Byggnaden är belägen vid Konsttorget och uppfördes i nyklassicistisk empirstil. Palatset hyser i dag det statliga ryska museet.
Mikhailovskijpalatset uppfördes mellan åren 1819 och 1825 för storfursten Michael Pavlovitj.